# Castello Belvedere
Il Castello Belvedere è un castello in rovina che risale al XII secolo; si trova nel comune di Fiumedinisi, nella Città metropolitana di Messina, a un'altezza di circa 750 metri s.l.m. 
Dal castello, posto su una rupe rocciosa, si può osservare il comprensorio della riviera che si affaccia sullo Stretto di Messina da Scaletta Zanclea a Sant'Alessio Siculo.

## Storia
Edificato con l'arrivo dei Normanni e la nascita del Regno di Sicilia. Non si esclude che presso lo stesso sito, in epoca antecedente, esistesse l'antica acropoli dell'abitato siceliota originario di Fiumedinisi. Nonostante una numerosa porzione delle mura risulti interrata, a tutt'oggi, nessuna indagine archeologica è stata effettuata per approfondire tale ipotesi.
La fortezza ebbe diversi proprietari, ultimi dei quali furono i Colonna Romano dal 1392 fino al 1900 circa, periodo in cui il Duca Giovanni Antonio Colonna Romano Sonnino lo donò al Comune di Fiumedinisi.
Fra il 2006 ed il 2007 sono stati effettuati interventi di restauro conservativo della struttura e del sito. Purtroppo parte di questi interventi, in particolare la staccionata di legno lungo il sentiero lastricato che conduce al castello e i cartelli illustrativi, già dopo pochi anni risultava vanificata a causa di atti di vandalismo.

## Struttura
Oggi il Castello si presenta ridotto a un rudere. Si sviluppa su una planimetria pentagonale irregolare, rimangono solo i resti dei muri esterni, qualche muro divisorio interno e l’imponente mastio. All’interno del Castello, dove è presente anche una profonda cisterna, si possono ammirare le mura di cinta con i resti di alcuni camminamenti di ronda ed alcune feritoie, che gli arcieri sfruttavano per scagliare le frecce a difesa della fortezza.

## Galleria d'immagini

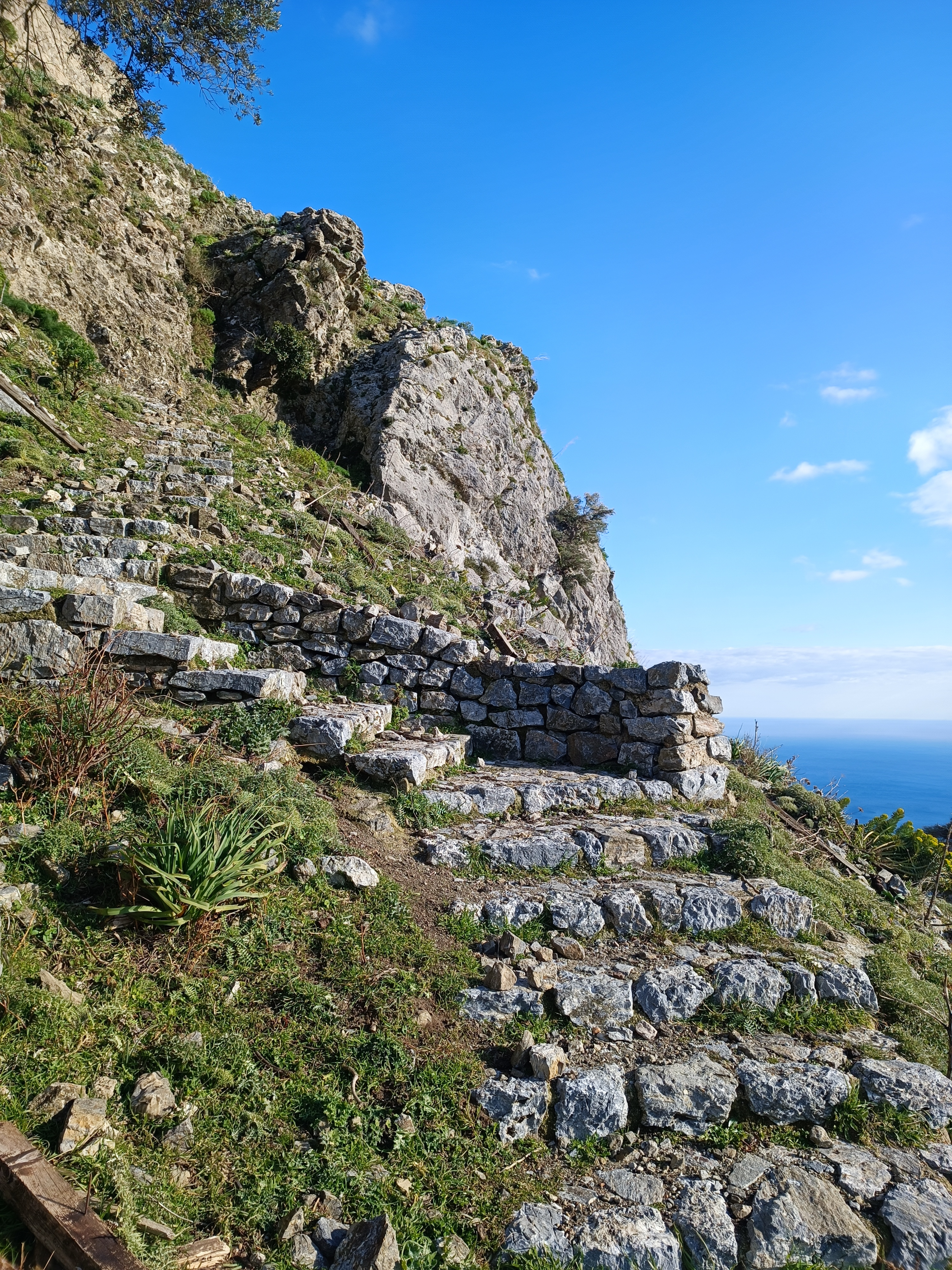
Scalinata di accesso
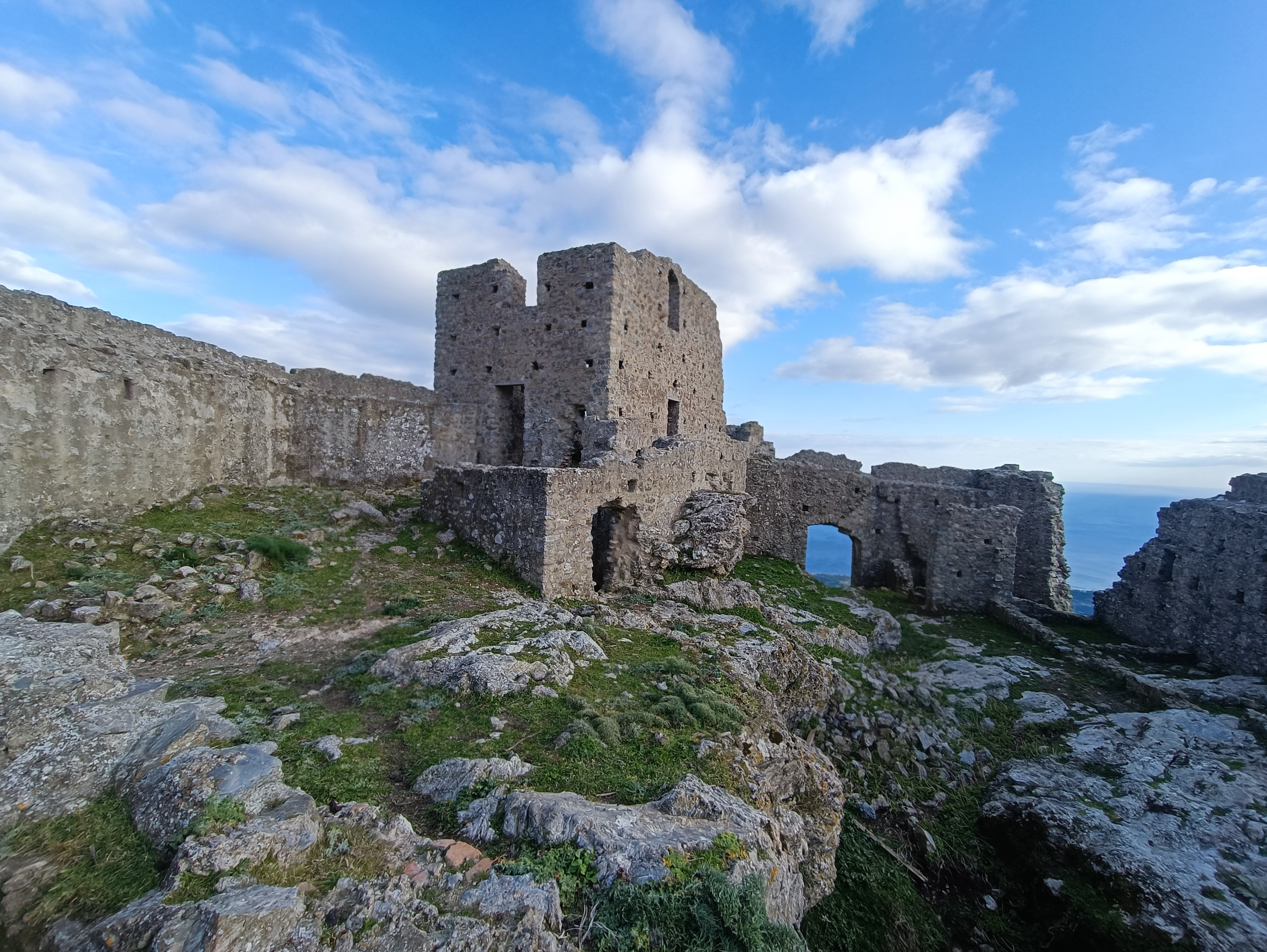
Particolare dell'interno
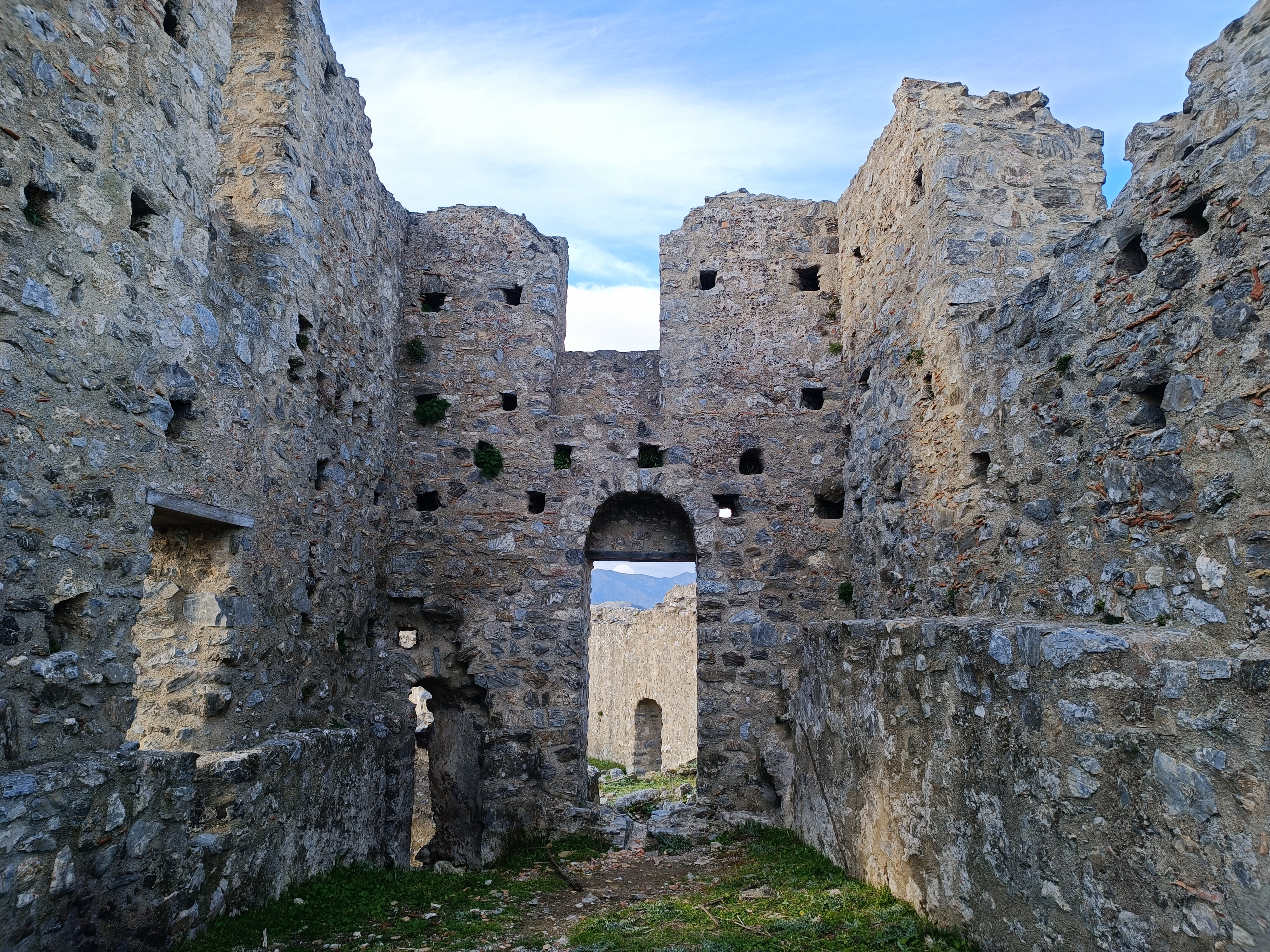
Portale interno
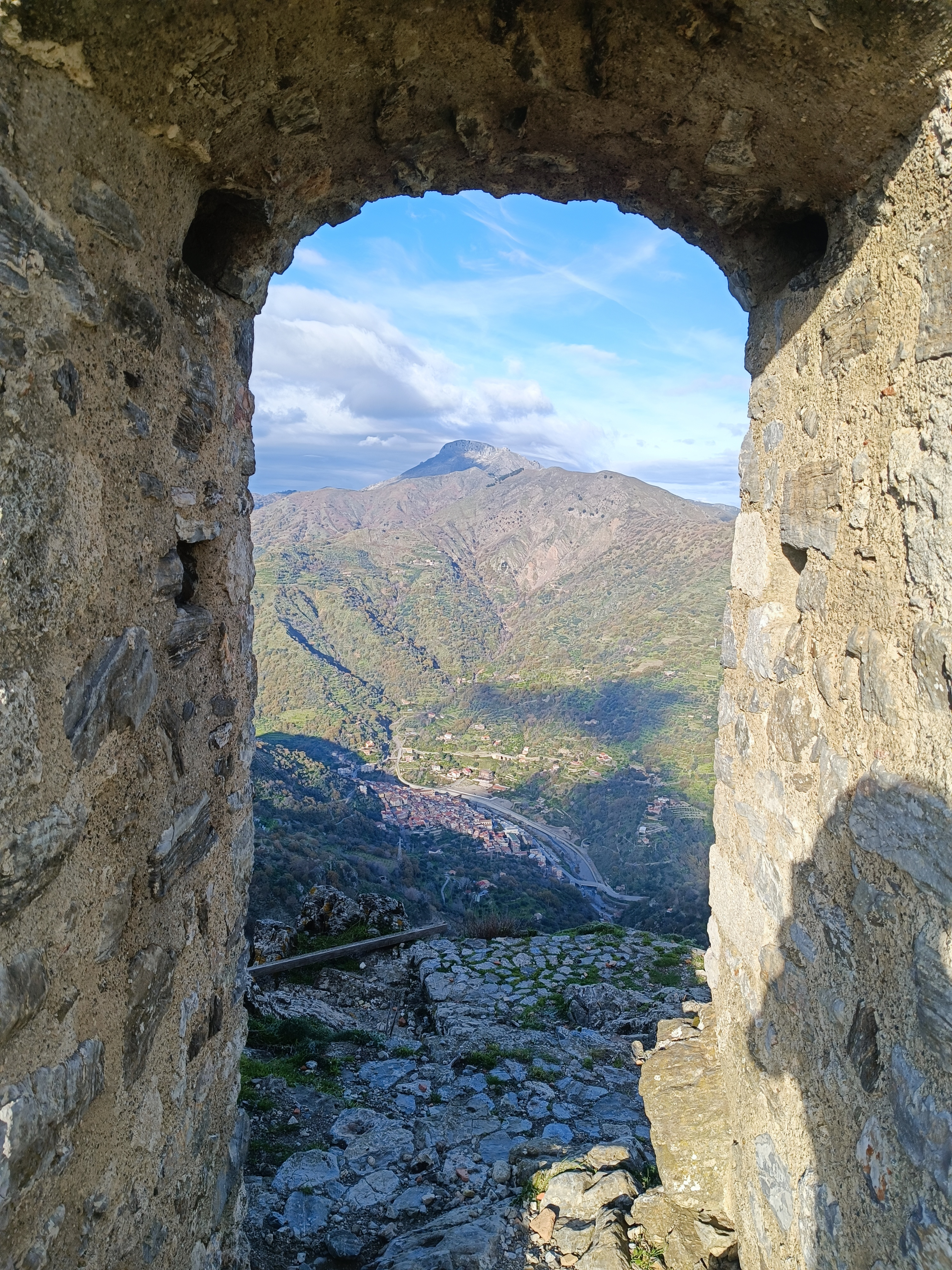
Portale d'ingresso lato nord
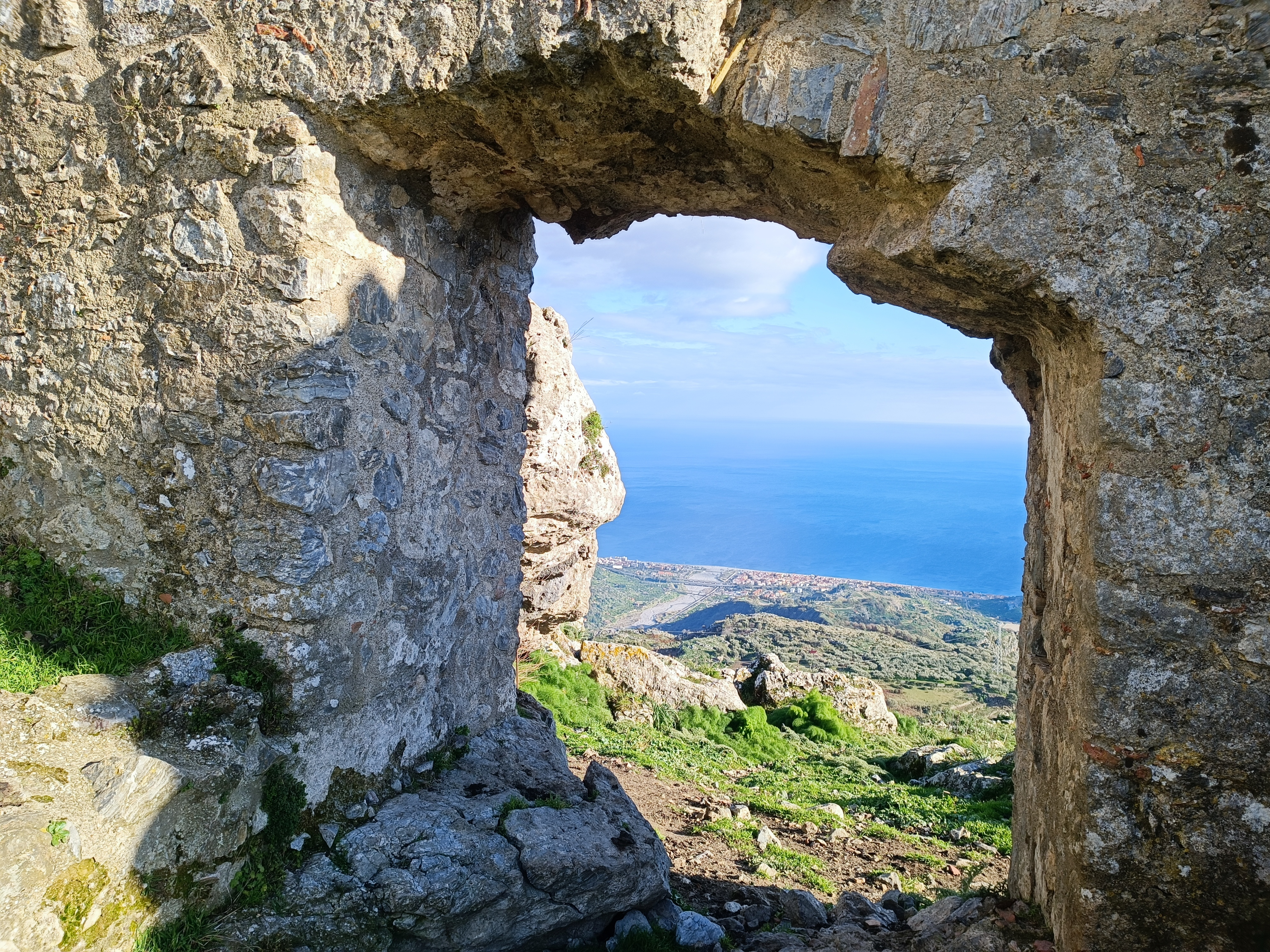
Finestrone lato mare
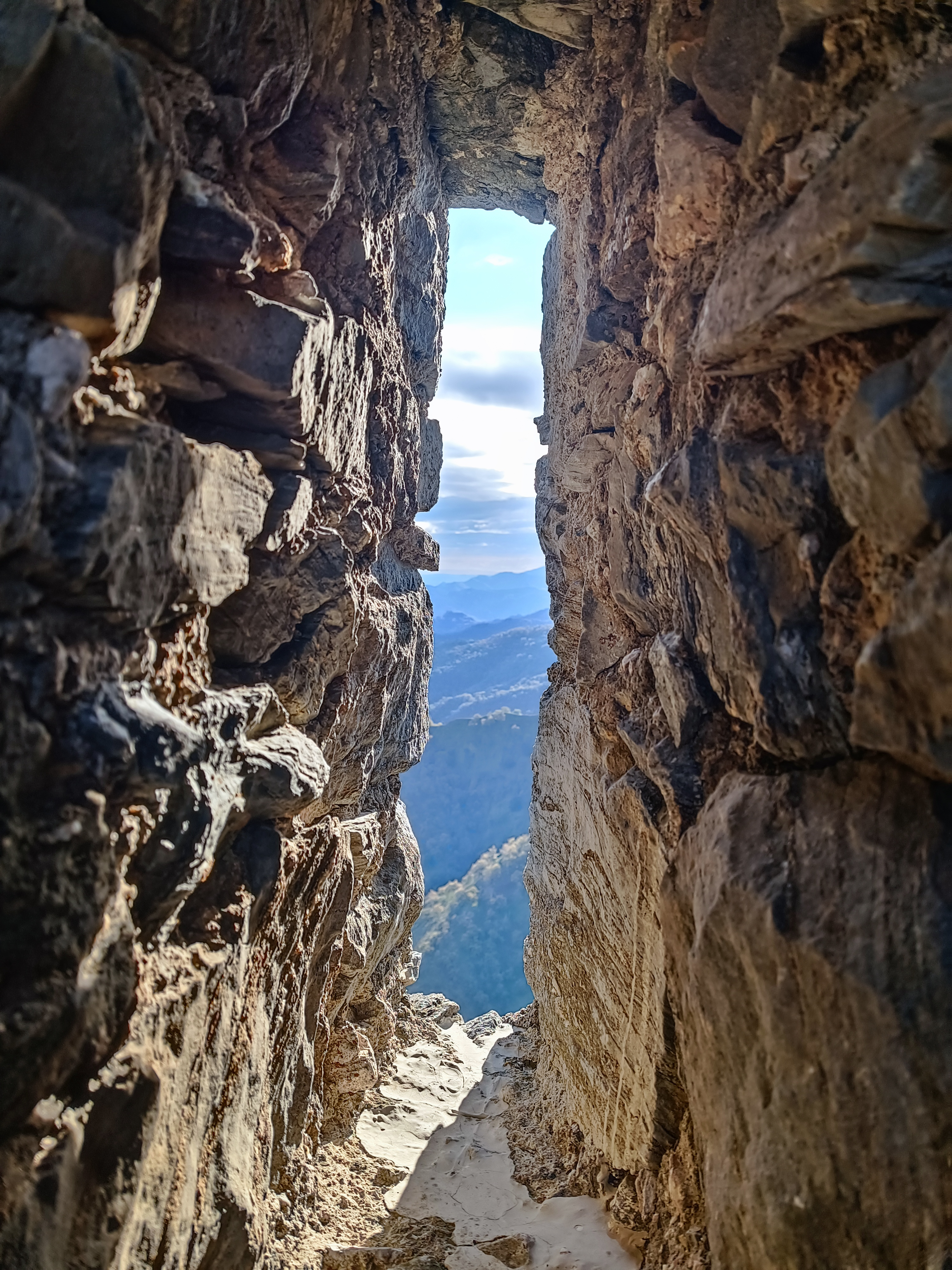
Particolare di una feritoia